# دنیل لویس
دنیل لویس (انگلیسی: Daniel Lewis (volleyball)؛ زادهٔ ۳ آوریل ۱۹۷۶) یک بازیکن والیبال اهل کانادا است. 